# 陈州回族街道
陈州回族街道，是中华人民共和国河南省周口市川汇区下辖的一个乡镇级行政单位。

## 行政区划
陈州回族街道下辖以下地区：
陈州社区、宁庄社区、悦来社区、六一社区、新华社区、车站社区、邦杰社区、黄河社区和牛营社区。